# San Salvo Marina
San Salvo Marina è una frazione di San Salvo, cittadina della provincia di Chieti.
L'abitato si sviluppa tra la Strada statale 16 Adriatica ed il mare ed è raggiungibile dallo svincolo autostradale di Vasto Sud-Montenero di Bisaccia-San Salvo dell'Autostrada Adriatica, dalla Strada Statale 650 di Fondovalle Trigno e dalla Stazione di Vasto-San Salvo.
San Salvo Marina è un centro turistico-balneare del tratto sud della costa della provincia di Chieti, il più meridionale della riviera abruzzese, che da diversi anni detiene la Bandiera Blu conferitagli dalla FEE.

## Monumenti e luoghi d'interesse[1]
- Il lungomare Cristoforo Colombo, caratterizzato da lunghe spiagge sabbiose e fondali poco profondi;
- La Chiesa Parrocchiale della Resurrezione di Nostro Signore Gesù Cristo;
- La Chiesa della Madonna di Fatima;
- Le dune costiere. Le dune di San Salvo Marina sono tutelate per preservare la morfologia dunale costiera e la vegetazione spontanea costiera, e una parte di esse forma il Giardino botanico Mediterraneo.
- Pista ciclabile[2][3]
- Riserva Marina[4]

### Chiesa della Madonna di Fatima
Piccola chiesa situata in Contrada Stazione, poco distante dal lungomare, è stata costruita negli anni '60 per volere del Cappuccino Alberto Mileno di Vasto, fondatore dell'Istituto "San Francesco d'Assisi" a Vasto Marina, che si prodigò insieme alla popolazione raccogliendo i fondi per la sua costruzione. Dal 1973 ospitò Parrocchia di San Salvo Marina, che venne creata in quell'anno, fino al completamento della nuova Chiesa della Resurrezione. L'edificio si presenta assi semplice, rivestito in mattoni a vista, con il piccolo campanile centrale a vela, due panchine ai lati dell'ingresso dell'unico portale; il presbiterio della navata unica è piccolo, con tabernacolo decorato dall'immagine di Gesù con un'iscrizione, e due statue del Sacro Cuore e della Madonna di Fatima.

### Chiesa Parrocchiale della Resurrezione di Nostro Signore Gesù Cristo
La chiesa principale della Marina, sorge tra via Magellano e via Maristella, in posizione baricentrica rispetto alla frazione. Costruita nel 1979 partendo dal progetto del 1975 di don Luigi Smargiassi che simbolicamente benedisse una prima pietra raccolta dal vicino fiume Treste, la chiesa sostituisce la precedente della Madonna di Fatima, ancora esistente, primo luogo di culto di San Salvo Marina. La chiesa ha impianto ottagonale, caratterizzato dalla cuspide centrale, che funge anche da campanile, che si innalza dal tetto, visibile a km di distanza. L'interno è a navata unica centrale, con rappresentazioni allegoriche.

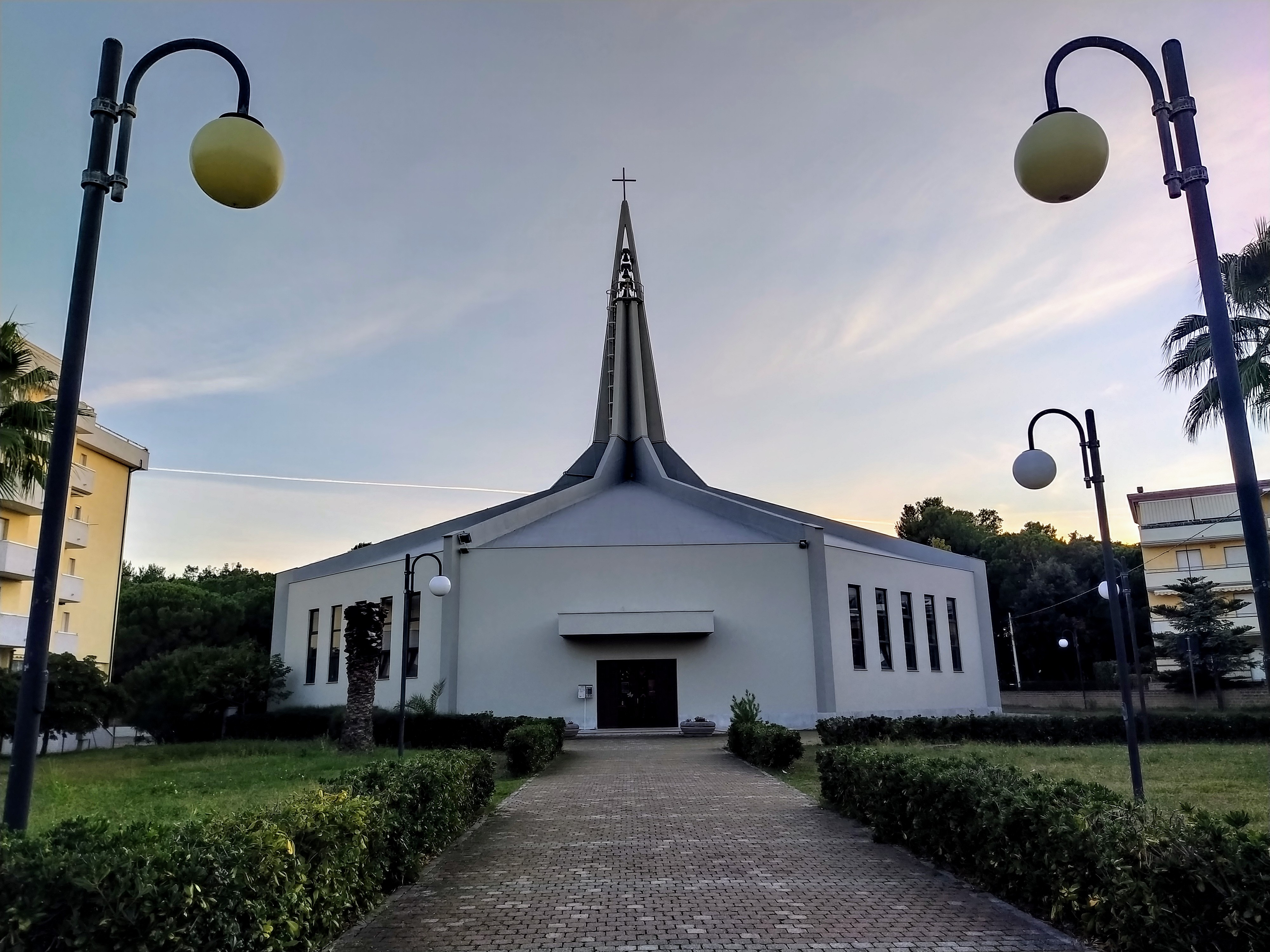
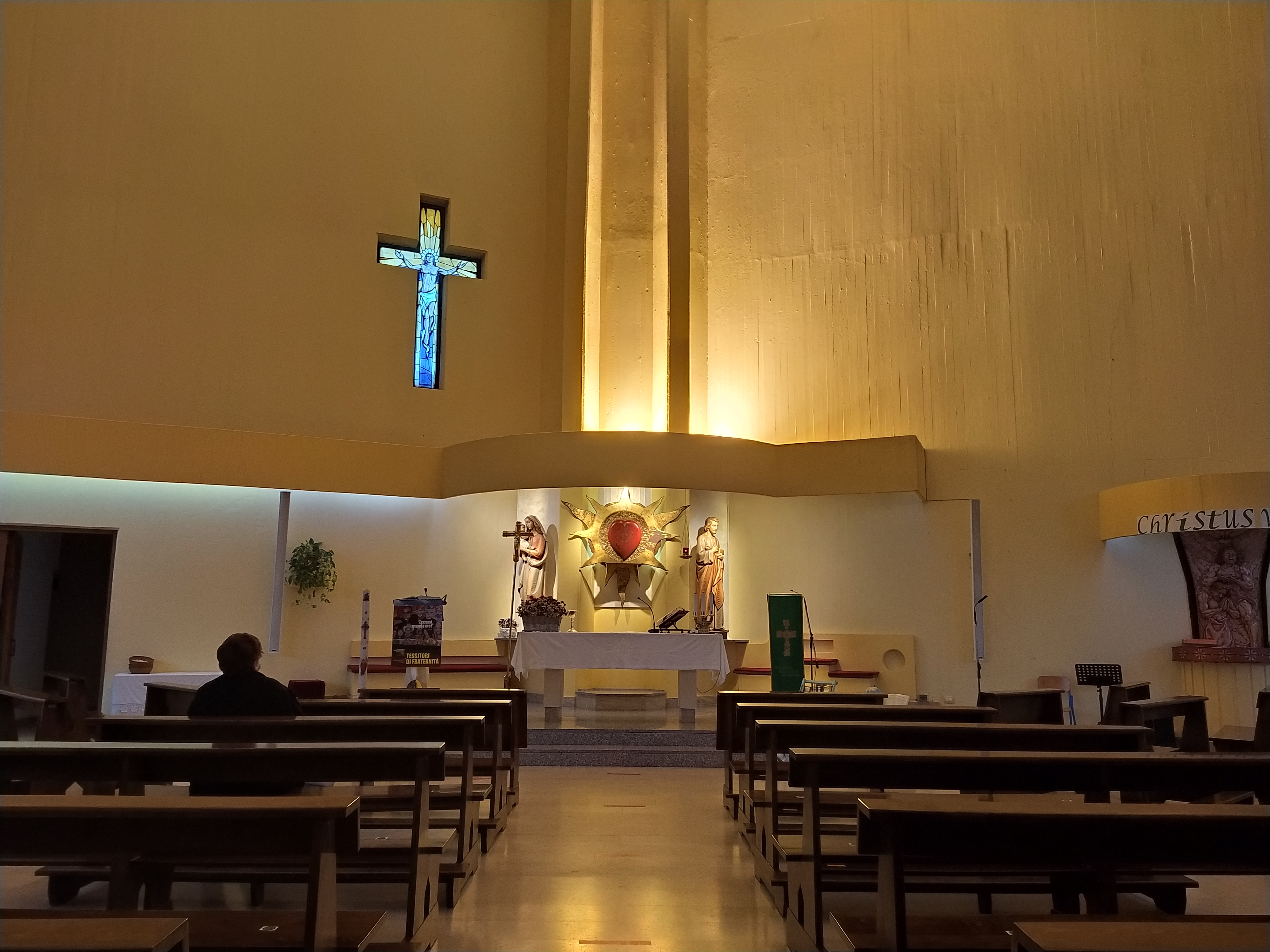

## Economia

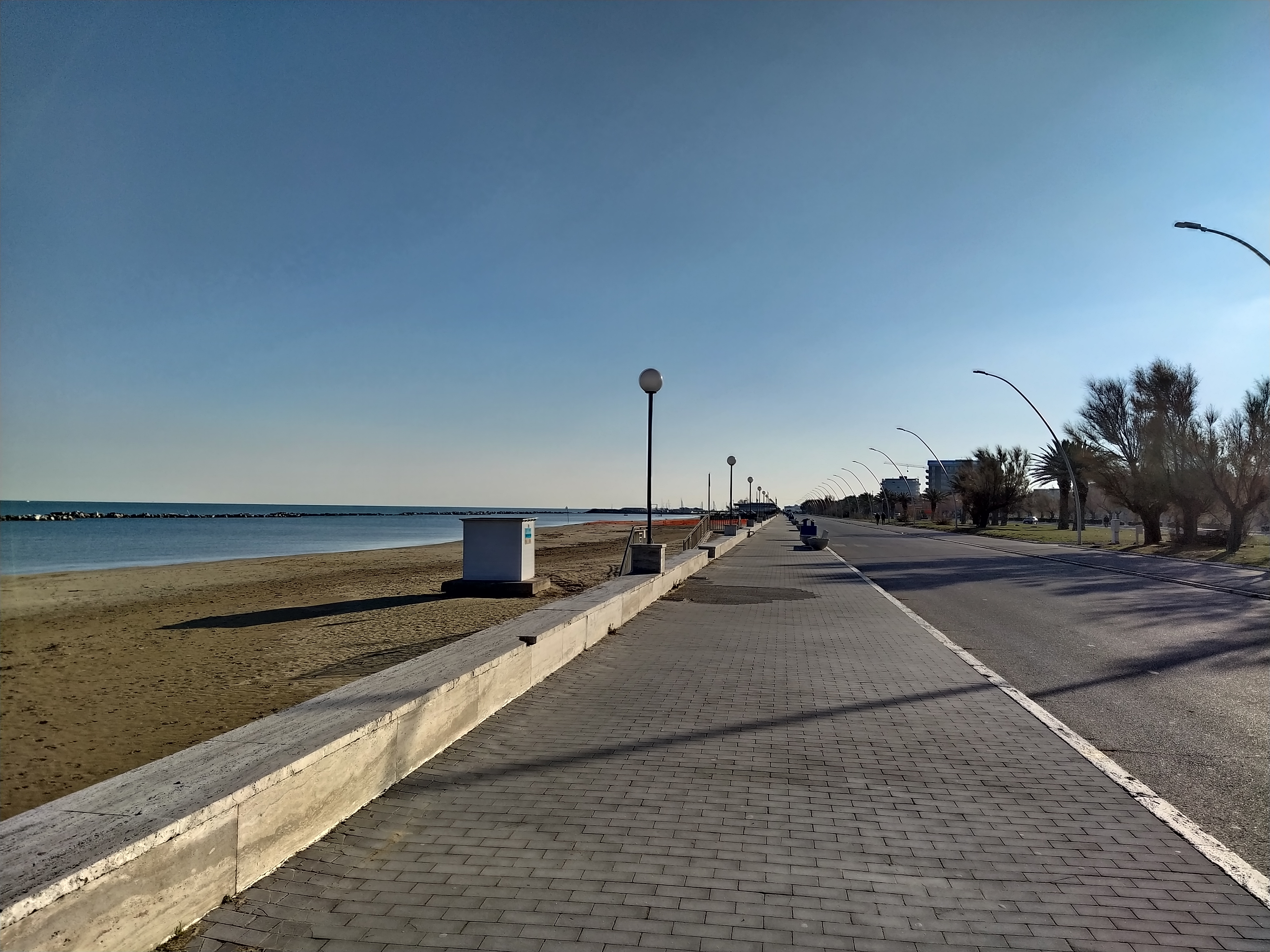
Il Lungomare Cristoforo Colombo

L'attività economica prevalente di San Salvo Marina è il turismo. Il turismo altoborghese iniziò nel primo Novecento, quando la Marina era pressoché disabitata, e solo alcune abitazioni esistevano presso la frazione di Vasto Marina. Il turismo popolare estivo iniziò negli anni 70 con l'edificazione delle prime case per gli operai della vicina e sviluppata zona industriale trainata dalla Società Italiana Vetro, e solo dagli anni 90 la Marina ha raggiunto un degno traguardo, con la costruzione di alberghi e un porticciolo turistico nella parte sud del litorale. Dal 2023 è in corso di rifacimento il lungomare Cristoforo Colombo, con una parziale pedonalizzazione della parte sud.
San Salvo è l'ultimo traguardo della costa dei trabocchi, al confine col Molise; ivi è stata già in parte realizzata il tratto locale della Ciclovia Adriatica.
La Marina costeggia la SS16 Adriatica ed è collegata tramite la Trignina alla zona industriale.